# Mansilla Tuñón

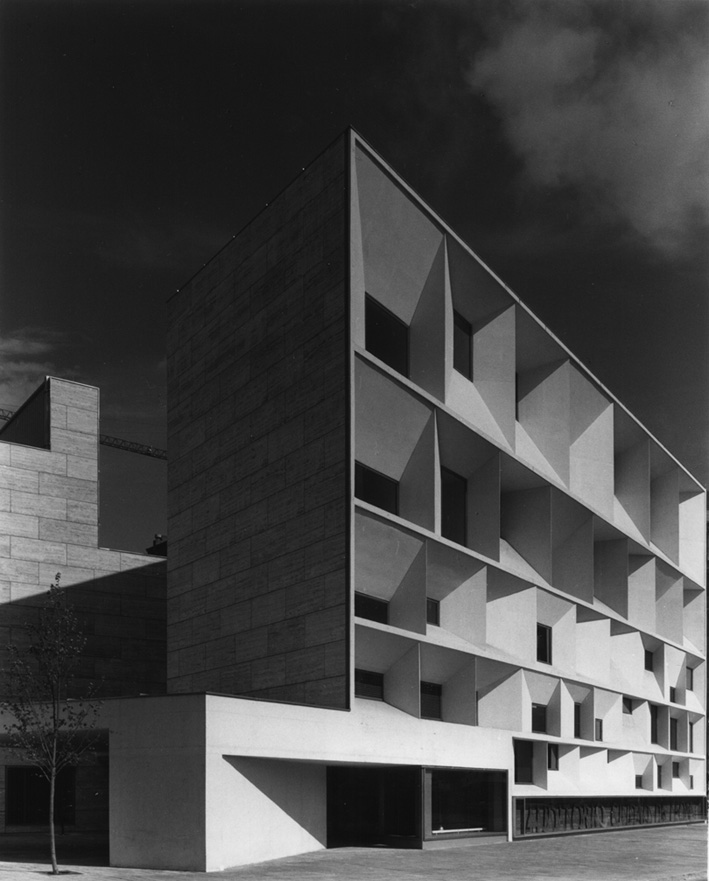
Auditório Leon Fachada

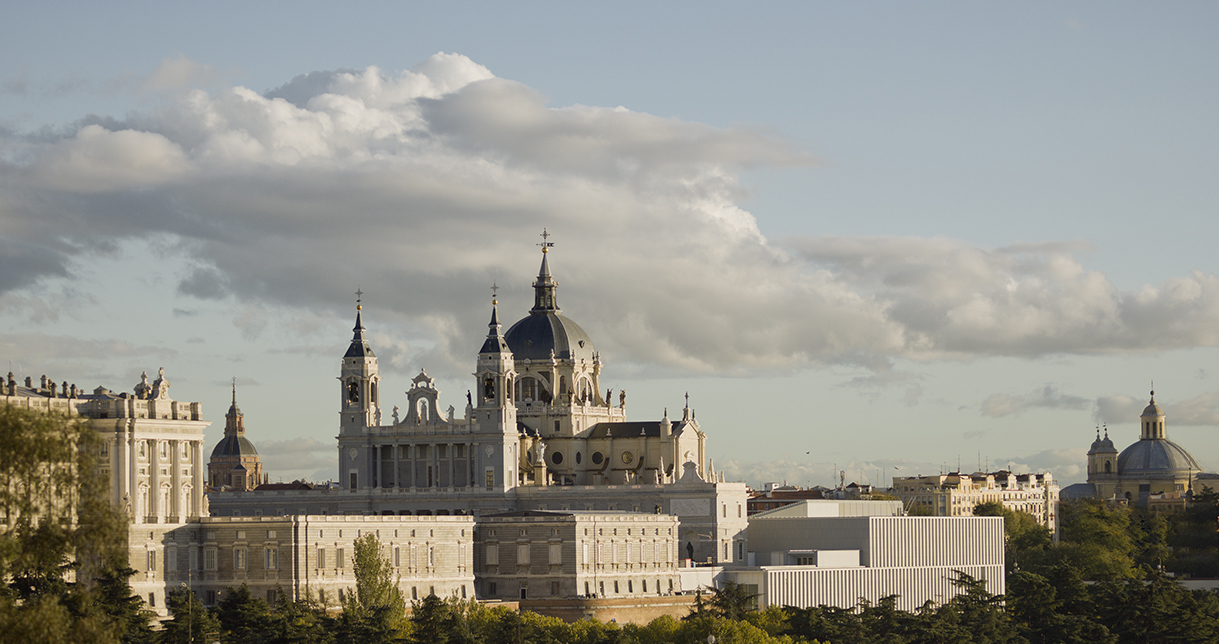
Obras Museo das Coleções Reais

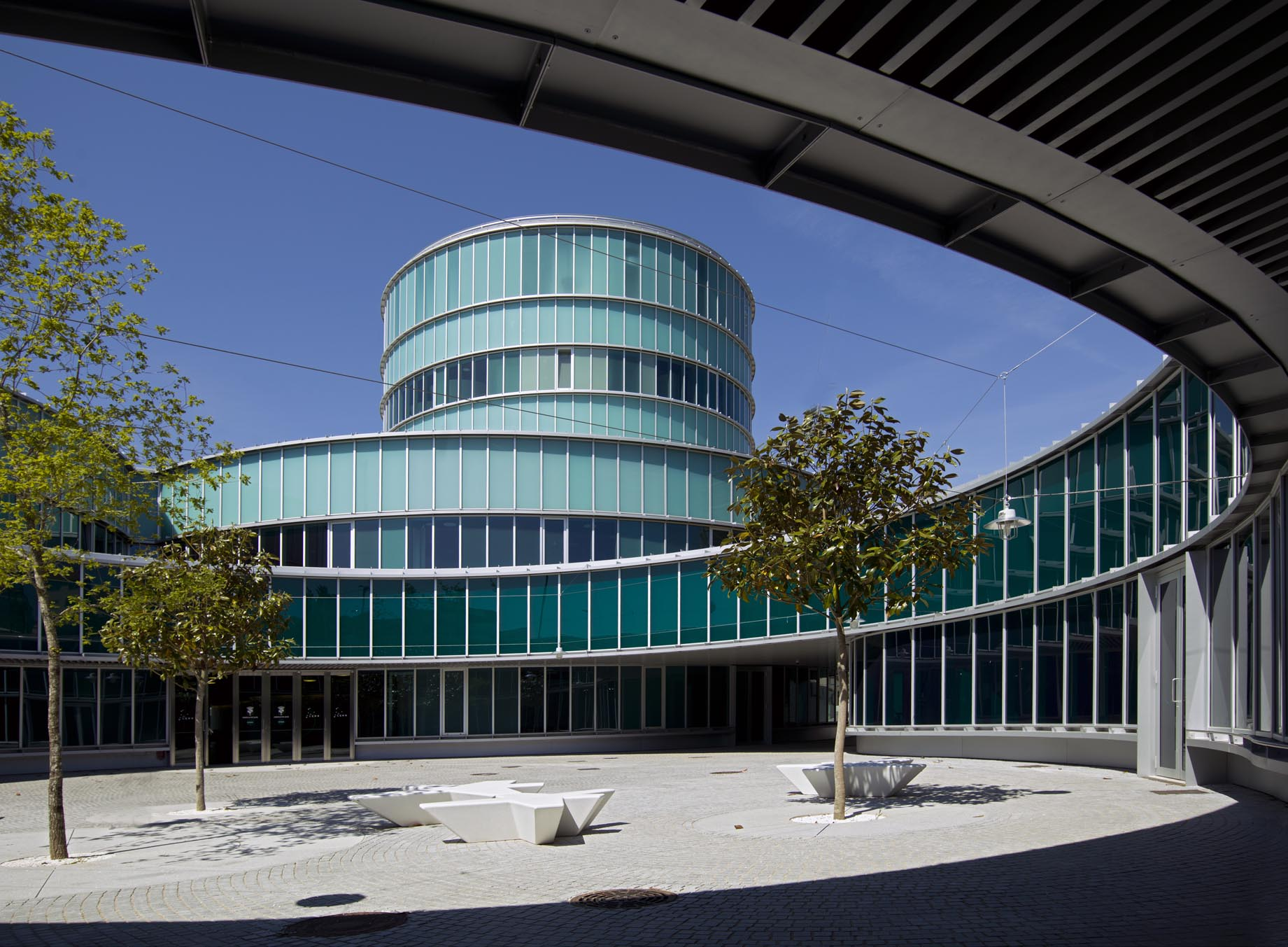
Ajuntamento Lalín

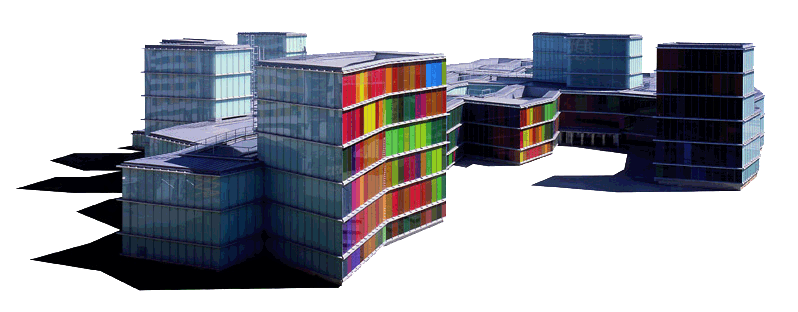
MUSAC

Mansilla + Tuñon Arquitectos é um estúdio de arquitetura espanhol, fundado em 1992 por Emilio Tuñón Álvarez (1959) e Luis Moreno Mansilla (1959-2012), e que no ano 2014 foi premiado pelo Governo de Espanha com a Medalha de Ouro de Mérito nas Belas-Artes.

## História
Emilio Tuñón e Luis M. Mansilla são professores do departamento de projetos arquitetônicos da Escola de Arquitetura de Madri. Lecionaram em diversas universidades, das quais podem ser destacadas a Graduate School of Design de Harvard, Ecole Polytechnique Fédérale de Lausanne, la Nueva Escuela de Arquitectura de Porto Rico e a Städelschule de Frankfurt.
Em 1993 fundaram a cooperativa de ideias Circo, editando uma publicação de mesmo nome, que foi galardoada com o prêmio da III Bienal Iberoamericana de Arquitetura e Engenharia (2002) e o prêmio C.O.A.M. 1995.

## Concursos
- Centro de Arte Fundación Helga de Alvear en Cáceres (2005),
- Ayuntamiento de Lalín (2004),
- Plan Director del área de Valbuena en Logroño (2003),
- Biblioteca en la calle los artistas en Madrid(2003),
- Museo de Cantabria (2002),
- Museo de las Colecciones Reales (2002),
- Museo de los Sanfermines (2001),
- Centro de cultura contemporánea de Brescia (2000),
- Museo de Bellas Artes de Castellón (1998),
- Auditorio de la ciudad de León (1996),
- Centro Cultural de la Comunidad de Madrid en la antigua fábrica El Aguila (1995)
- Museo de Arqueología y Bellas Artes de Zamora.

## Prêmios
- Medalha de Ouro de Mérito nas Bellas Artes) (2014)[3]
- Mies van der Rohe Award for European Architecture (ao MUSAC) (2007)[4]
- Prêmio VIA 2006,
- Prêmio Enor 2005 — Museo de Arte Contemporáneo de Castilla y León[5],
- Prêmio Nacional de Arquitectura Española 2003,
- Prêmio COAM 2003,
- Prêmio FAD 2001,
- Prêmio COACV 2000,
- Prêmio Obra Excelente 2000,
- Prêmio Fundación CEOE 1997,
- Prêmio Architecti 1996.

## Literatura
- Luis Mansilla. Emilio Tuñón: Mansilla + Tuñón 1992–2012. In: El Croquis. Nr. 161, 2012, ISBN 978-84-88386-71-7.
- Luis Fernández-Galiano: Mansilla + Tuñón 1992–2011. In: AV Monographs. Nr. 144, 2010, ISSN 0213-487X
- Fernando Márquez Cecilia. Richard Levene: Spanish Arquitects. In: El Croquis. Nr. 149, 2010, ISBN 978-84-88386-58-8, S. 22–61.
- Luis Mansilla. Emilio Tuñón: Living Objects, Social Landscapes. In: El Croquis. Nr. 136-137, 2007, ISBN 978-84-88386-46-5, S. 10–69.
- Patricia Molins: Mansilla + Tuñón Arquitectos dal 1992. Electa Publisher, Milan, Italien 2007, ISBN 978-88-370-4332-2.
- Luis Mansilla, Luis Rojo, Emilio Tuñón: Escritos Circenses. Gustavo Gili, Barcelona, Spanien 2005, ISBN 84-252-1990-6.
- Luis Fernández-Galiano: Spain Yearbook. In: AV Monographs. Nr. 111-112, 2005, ISSN 0213-487X, S. 76–85.
- MUSAC: The Building. ACTAR, Barcelona, Spain 2004, ISBN 84-932325-4-8.
- Luis Moreno Mansilla: Apuntes de viaje al interior del tiempo. Fundación Arquia, Barcelona, Spanien 2002, ISBN 84-931388-8-6.

## Links
- Página de Tuñón + Mansilla
- Blog de Tuñón + Mansilla
- Biografia e projetos em soloarquitectura.com (em castelhano)